# Renato Boldrini
Renato Boldrini (fl. XX secolo) è stato un calciatore italiano, di ruolo centrocampista.
Era noto come Boldrini II.

## Carriera
Con la Sampierdarenese disputa complessivamente 64 gare nei campionati di Prima Divisione 1922-1923, 1923-1924, 1924-1925 e 1925-1926.
In seguito milita nella Corniglianese.

## Statistiche

### Presenze e reti nei club
| Stagione          | Squadra           | Campionato | Campionato | Campionato |
| Stagione          | Squadra           | Comp       | Pres       | Reti       |
| ----------------- | ----------------- | ---------- | ---------- | ---------- |
| 1919-1920         | Sampierdarenese   | 1ª Cat     | 1          | 0          |
| 1920-1921         | Sampierdarenese   | 1ª Cat     | 13         | 0          |
| 1921-1922         | Sampierdarenese   | 1ª Cat     | 9          | 1          |
| 1922-1923         | Sampierdarenese   | 1ª Div     | 20         | 0          |
| 1923-1924         | Sampierdarenese   | 1ª Div     | 18         | 0          |
| 1924-1925         | Sampierdarenese   | 1ª Div     | 21         | 0          |
| 1925-1926         | Sampierdarenese   | 1ª Div     | 2          | 0          |
| Totale Campionato | Totale Campionato |            | 84         | 1          |